# Marojejya darianii
Marojejya darianii là loài thực vật có hoa thuộc họ Arecaceae. Loài này được J.Dransf. & N.W.Uhl mô tả khoa học đầu tiên năm 1984.